# Renchinlhümbe
Renchinlhümbe (mongoliska: Рэнчинлхүмбэ, Рэнчинлхүмбэ сум) är ett distrikt i Mongoliet.   Det ligger i provinsen Chövsgöl, i den nordvästra delen av landet, 600 km nordväst om huvudstaden Ulaanbaatar.